# Club de patinadores de Berna
El Club de los Patinadores de Berna o CP Berna (en alemán, Schlittschuh Club Bern, SCB) es un club de hockey sobre hielo de la ciudad de Berna en Suiza. El club juega sus partidos en la PostFinance Arena desde 1967. En 2018-2019, el CP Berna es el club europeo que atrae más espectadores con un promedio de 16 290 por partido. El club juega en National League.

## Historia
El club fue fundado en 1931.
El CP Berna ha ganado 16 veces la liga suiza y es junto con al HC Davos, el ZSC Lions y el HC Lugano, uno de los cuatro grandes del hockey suizo.

## Palmarés
- Campeón de la liga suiza (16) : 1959, 1965, 1974, 1975, 1977, 1979, 1989, 1991, 1992, 1997, 2004, 2010, 2013, 2016, 2017, 2019
- Vencedor de la Copa suiza (2) : 1965, 2015